# La lista di Schindler (romanzo)
La lista di Schindler (Schindler's Ark) è un romanzo storico-biografico del 1982 dello scrittore australiano Thomas Keneally.
Nel 1993 uscì l'adattamento cinematografico Schindler's List - La lista di Schindler, diretto da Steven Spielberg, vincitore di sette Premi Oscar.

## Trama
(Talmud babilonese)
Thomas Keneally in una nota introduttiva precisa che ha scritto il libro basandosi sulle testimonianze raccolte in colloqui avuti con 50 persone sopravvissute grazie a Schindler e provenienti da diverse nazioni. Inoltre Keneally si è basato su documenti e informazioni fornite dai pochi compagni di Schindler ancora rintracciabili e che hanno diviso con lui l'esperienza  del periodo bellico e dai suoi numerosi amici del dopoguerra. Un ulteriore contributo alla storia è fornito da numerose testimonianze tratte dallo Yad Vashem. Keneally precisa che ha cercato di evitare ogni possibile finzione letteraria per non alterare la fedeltà storica.  Il libro racconta la storia del tedesco Oskar Schindler, un industriale membro del Partito Nazionalsocialista, che durante la seconda guerra mondiale riuscì a salvare circa 1.100 ebrei dai campi di concentramento in Polonia e Germania facendoli lavorare nella propria fabbrica.

## Edizioni
- (EN) Schindler's Ark, Hodder and Stoughton, 1982.
- La Lista, traduzione di Marisa Castino, Milano, Frassinelli, gennaio 1985. - Milano, CDE, 1994; Euroclub, 1994.
- La lista di Schindler, traduzione di M. Castino, Milano, Frassinelli, 1993, ISBN 978-88-768-4250-4. - Collana Tascabili, Frassinelli, 1996, ISBN 978-88-768-4420-1; Collana Paperback, Frassinelli, 2004, ISBN 978-88-827-4694-0; Collana Super bestseller, Frassinelli, 2010-2013, ISBN 978-88-606-1550-3; Collana NumeriPrimi, Frassinelli, 2013, ISBN 978-88-662-1516-5.
- Schindler's List, trad. di M. Castino, Collana Narrativa straniera, Milano, Frassinelli, 2018, ISBN 978-88-934-2033-4.